# Vilasacra

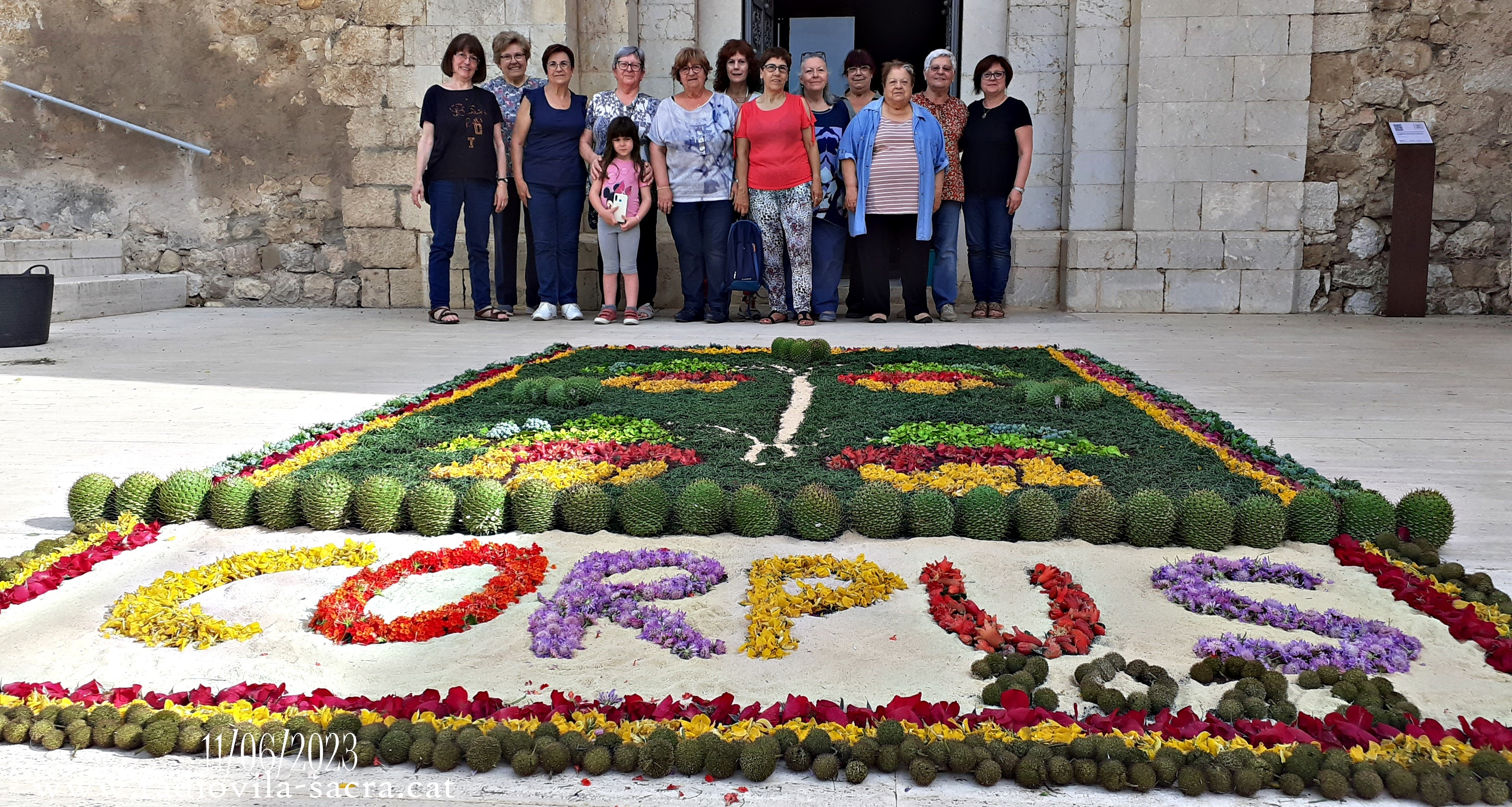
Associacio de dones de Vila-sacra amb la catifa 2023

Vilasacra (en catalán y oficialmente: Vila-sacra) es un municipio español de la comarca del Alto Ampurdán en la provincia de Gerona, Cataluña.
Situado a la derecha del río Manol, en terreno plano ampurdanés.
Su actividad agrícola se complementa con granjas porcinas y bovinas.
El núcleo urbano es bastante reducido con casas antiguas alrededor de la iglesia parroquial de Sant Esteve, a poca distancia de ella se encuentra la Torre del abad, que entre los siglos XIV y XV el abad del monasterio de Sant Pere de Rodes se hizo construir un palacio gótico sobre una antigua fortaleza del siglo XI.

## Demografía
Vilasacra cuenta con una población de 811 habitantes (INE 2024).
| Gráfica de evolución demográfica de Vilasacra entre 1842 y 2021                                                     |
| |
| Población de derecho según los censos de población del INE Población de hecho según los censos de población del INE |

## Patrimonio
- Iglesia parroquial de San Esteban. Románico del siglo XIII. Construida sobre una anterior.
- Castillo de Vilasacra o Torre del Abad. Fortaleza del siglo XI.

## Enlaces
- Wikimedia Commons alberga una categoría multimedia sobre Vilasacra.
- Ayuntamiento de Vilasacra
- Instituto de Estadística de Cataluña
- Ràdio Vila-sacra

- Datos: Q1043496
- Multimedia: Vila-sacra / Q1043496